# Champ-sur-Layon
Champ-sur-Layon é uma ex-comuna francesa na região administrativa da Pays de la Loire, no departamento de Maine-et-Loire. Estendeu-se por uma área de 19,19 km². Em 2010 a comuna tinha 989 habitantes (densidade: 51,5 hab./km²).
Em 1 de janeiro de 2016 foi fundida com as comunas de Thouarcé, Faveraye-Mâchelles, Faye-d'Anjou e Rablay-sur-Layon para a criação da nova comuna de Bellevigne-en-Layon.

## Demografia
| 1793 | 1800 | 1806 | 1821 | 1831 | 1836 | 1841 | 1846 | 1851 |
| ---- | ---- | ---- | ---- | ---- | ---- | ---- | ---- | ---- |
| 1000 | 523  | ?    | 782  | 740  | 776  | 811  | 840  | 893  |

| 1856 | 1861 | 1866 | 1872 | 1876 | 1881 | 1886 | 1891 | 1896 |
| ---- | ---- | ---- | ---- | ---- | ---- | ---- | ---- | ---- |
| 924  | 920  | 911  | 909  | 916  | 890  | 921  | 872  | 862  |

| 1901 | 1906 | 1911 | 1921 | 1926 | 1931 | 1936 | 1946 | 1954 |
| ---- | ---- | ---- | ---- | ---- | ---- | ---- | ---- | ---- |
| 870  | 900  | 914  | 899  | 911  | 883  | 897  | 932  | 900  |

| 1962 | 1968 | 1975 | 1982 | 1990 | 1999 | - | - | - |
| --- | ---- | ---- | ---- | ---- | ---- | - | - | - |
| 901 | 860  | 779  | 745  | 785  | 803  | - | - | - |
| Para os censos de 1962 a 2006 a população legal corresponde à popolução sem duplicidades, segundo define o INSEE. |      |      |      |      |      |   |   |   |